# Horst Bendix
Horst Bendix (* 31. Mai 1930 in Leipzig; † 9. Juni 2023 ebenda) war ein deutscher Ingenieur und Konstrukteur sowie Hochschullehrer.

## Leben
Nach Studium und Promotion an der Hochschule für Verkehrswesen in Dresden arbeitete sich Bendix bereits 1960 zum Chefkonstrukteur des VEB Schwermaschinenbau „S. M. Kirow“ Leipzig, eines über die Grenzen der DDR hinaus angesehenen Spezialisten für Kräne, hoch. Dafür trat er der SED bei und wurde 1971 sowie 1983 mit dem Nationalpreis der DDR ausgezeichnet. Unter anderem entwickelte er Kräne für den Bau des Berliner Fernsehturms sowie Schaufelradbagger für den Braunkohlebergbau. Bendix war Mitglied im Forschungsrat der DDR sowie Präsidiumsmitglied der Kammer der Technik.
1991 war er Mitglied des Vorstandes der TAKRAF-AG Leipzig.
Ab etwa 2010 beschäftigte Bendix sich mit Problemen der Windkraftanlagen und entwickelte zwei Konstruktionen, um die höhere Windenergie in höheren Luftschichten (Troposphäre statt Prandtl- und Ekman-Schicht) nutzen zu können. In einem Entwurf platzierte er den schweren Generator auf dem Boden und verlagerte so den Schwerpunkt der Anlage erheblich nach unten; die Kraftübertragung erfolgt mit einem Keilriemen. In einem weiteren Entwurf wird im Inneren des Turms teleskopartig ein weiterer Turmteil hydraulisch ausgefahren, so dass große Montagehöhen reduziert und für Kräne erreichbar werden. 2019 konnte er die neue Bundesagentur für Sprunginnovationen überzeugen, seinen Entwurf prototypisch weiterzuentwickeln.
Bendix war verheiratet und hinterließ drei Kinder. Er ist auf dem Ostfriedhof Leipzig beigesetzt.

## Auszeichnungen
- 1971: Nationalpreis der DDR II. Klasse für Wissenschaft und Technik für seinen Anteil an dem beispielhaften technischen und ökonomischen Ergebnis der Typenreihe Eisenbahndrehkrane
- 1983: Nationalpreis der DDR I. Klasse für Wissenschaft und Technik für seinen Anteil an der Entwicklung neuer Montagetechnologien für Großgerät- und Industrieanlagen
- 1987: Friedrich-List-Plakette der Hochschule für Verkehrswesen in Dresden[6]

## Schriften
- Mehrfach bewickelte Seiltrommeln. In: Hebezeuge und Fördermittel 8 (1968) Nr. 9, S. 278–279.
- Experimentelle und theoretische Untersuchungen der dynamischen Eigenstandsicherheit von Eisenbahndrehkranen, Dissertation A, Hochschule für Verkehrswesen, Fakultät für Technik und Naturwissenschaft, Dresden, 1971
- rund 60 Patentschriften
- Produkte mit höheren Effekten – höhere Erlöse, in: Friedrich-Ebert-Stiftung (Hrsg.): Der ostdeutsche Maschinenbau – Wege zur internationalen Wettbewerbsfähigkeit. Gesprächskreis Arbeit und Soziales Nr. 11, Bonn 1992, ISBN 3-86077-054-3, S. 36–40, pdf
- Windernte in 300 Meter Höhe, in: Erneuerbare Energien 2/2015, S. 74